# أوبينا إكيزي
أوبينا إكيزي (بالإنجليزية: Obinna Ekezie)‏ مواليد 22 أغسطس 1975 في بورت هاركورت، ولاية ريفرز، نيجيريا، هو لاعب كرة سلة أمريكي سابق. بدأ مسيرته الاحترافية في سنة 1999. تم اختياره من قبل فريق فانكوفر جريزليز خلال الدرافت. يبلغ طوله 6 قدم 10 بوصة (2.1 م). اعتزل اللعب في 2007.

## المسيرة الاحترافية
لعب مع فانكوفر جريزليز في موسم 1999–2000، ثم لعب مع واشنطن ويزاردز في موسم 2000–2001، ثم لعب مع دالاس مافيريكس في سنة 2001، ثم لعب مع لوس أنجلوس كليبرز في موسم 2001–2002، ثم لعب مع ريد ستار في موسم 2002–2003، ثم لعب مع أتلانتا هوكس في سنة 2005، ثم لعب مع فيرتوس روما في الدوري الإيطالي في سنة 2006، ثم لعب مع دينامو موسكو في موسم 2006–2007.

## روابط خارجية
- أوبينا إكيزي على موقع الاتحاد الدولي لكرة السلة (الإنجليزية)
- أوبينا إكيزي على موقع إن بي أي (الإنجليزية)
- أوبينا إكيزي على موقع سبورتس رفرنس (الإنجليزية)
- أوبينا إكيزي على موقع كرة السلة الأوروبية.كوم (الإنجليزية)
- أوبينا إكيزي على موقع كلية كرة السلة في سبورتس رفرنس.كوم (الإنجليزية)
- أوبينا إكيزي على موقع ريلجم (الإنجليزية)
- أوبينا إكيزي على موقع بروبوليرز (الإنجليزية)
- أوبينا إكيزي على موقع سبورتس رفرنس (الإنجليزية)
- أوبينا إكيزي على موقع سبورتس رفرنس (الإنجليزية)